# Nicrophorus validus
Nicrophorus validus là một loài bọ cánh cứng trong họ Silphidae được miêu tả bởi Portevin năm 1920 and distributed in the Himalayas, Nepal, and Tây Tạng.